# سد پانزده خرداد
سد پانزده خرداد بر روی رودخانهٔ قم‌رود و در ۵ کیلومتری شمال غرب شهرستان دلیجان قرار دارد. سد پانزده خرداد از نقاط دیدنی و گردشگری شهرستان دلیجان است و از ویژگی‌های این سد نزدیکی آن به منطقه آبگرم محلات است که چشم‌اندازی زیبا از سد و دریاچه آن از آن محل نمایان است. این سد در سال ۱۳۶۸ افتتاح گردید.

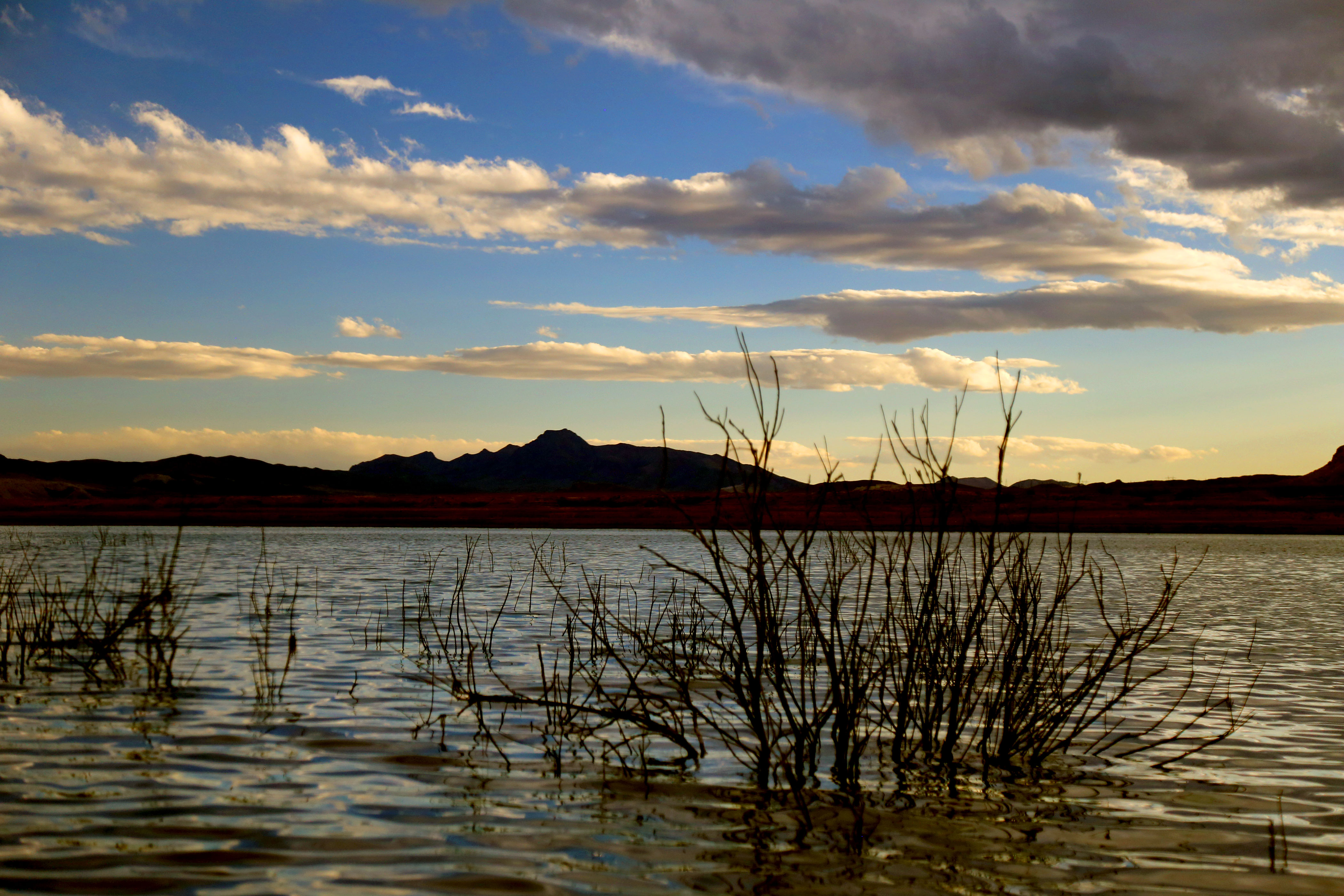
دریاچه سد پانزده خرداد - فروردین ۱۴۰۳

| کارفرما:    | شرکت آب منطقه ای تهران |
| مشاور طراح: | شرکت هیدروپروجکت روسیه |
| پیمانکار:   | شرکت سابیر             |

## مشخصات سد
سد پانزده خرداد از نوع خاکی غیرهمگن با هسته رسی با حداکثر ارتفاع از کف رودخانه ۳۰/۵۴ متر می‌باشد. ارتفاع از روی پی ۹۶ متر، طول تاج ۳۲۰ متر و عرض آن در تاج ۱۰ متر است. حجم آب مفید آن ۱۶۵ میلیون متر مکعب می‌باشد.
این سد به وسیله بارندگی‌های فصلی کوهستان‌های اطراف شهرستان‌های دلیجان، نراق و جاسب تغذیه می‌گردد. این سد همچنین از طریق آبهای جاری خمین تغذیه می‌گردد که عملیات آن در قالب طرح انتقال آب اجرا شده است.
این سد آب مورد نیاز شهرستان دلیجان، نیمور و توابع آنها و بخشی از آب شهر قم را تأمین می‌کند. همچنین بخشی از آب سد نیز به کشاورزان این منطقه اختصاص پیدا می‌کند. در محدوده دریاچه این سد هیچگونه حمایتی جهت استفاده تفریحی برای مردم این شهر انجام نگرفته است.

## گونه‌های جانوری منطقه
گونه‌های جانوری منطقه شامل پستانداران، پرندگان، خزندگان، دوزیستان و ماهی‌ها می‌باشند که به معرفی آنها به اختصار می‌پردازیم:
پستانداران: پستاندارانی که در این منطقه شناسایی شده‌اند عبارتند از: روباه، شغال، کفتار، گرگ، موش صحرایی، خرگوش و جوجه‌تیغی
پرندگان: این منطقه مکان مناسبی برای گذران زمستانی برخی از پرندگان مهاجر می‌باشد؛ که از آن جمله می‌توان به: اردک سبز، اردک زیره‌ای، چنگر، حواصیل، انواع مرغابی، انواع غاز، مرغ کرمخوار و غیره اشاره کرد.
همچنین پرندگانی در حواشی سد زندگی می‌کنند که عبارتند از: کبک، تیهو، قرقی، کبوتر، انواع گنجشک، زاغ، کلاغ و هدهد.
خزندگان: گونه‌های خزنده‌ای که در منطقه مشاهده شده است عبارتند از: انواع مارمولک، مار آبی، بزمجه و مار.
آبزیان: عمده‌ترین ساکنان این دریاچه ماهی‌ها می‌باشند. کپور معمولی وحشی، کاراس، سوف و ماهی سفید رودخانه از عمده‌ترین گونه‌های ماهی این دریاچه هستند.